# Park Narodowy Matsalu
Park Narodowy Matsalu (est. Matsalu rahvuspark) – park narodowy w Estonii, w prowincji Läänemaa.

## Opis
Park Narodowy Matsalu został założony w 2004 roku i obejmuje ochroną powierzchnię 486,1 km². Wcześniej na tych terenach znajdował się rezerwat przyrody Matsalu, utworzony w 1957 roku w celu ochrony ptaków i miejsc ich gniazdowania. W 1976 roku rezerwat został wpisany na listę konwencji ramsarskiej. W uznaniu wysiłków na rzecz ochrony różnorodności biologicznej, geologicznej i krajobrazowej park otrzymał Europejski Dyplom dla Obszarów Chronionych.
Matsalu jest jednym z najważniejszych miejsc gniazdowania i postoju ptactwa wodnego w Europie. Zatrzymuje się tu ponad 2 milionów ptaków wodnych. W parku znajduje się główna stacja obrączkowania ptaków w Estonii, a estońskie obrączki mają napis Estonia Matsalu.

## Flora i fauna
Na terenie parku odnotowano 780 gatunków roślin naczyniowych, 280 gatunków ptaków, 5 gatunków płazów, 4 gatunków gadów i 40 gatunki ssaków. Rośnie tu ponad 20 gatunków storczyków, m.in. ozorka zielona.
Występują tu m.in. ropucha paskówka, biegus zmienny (Calidris alpina schinzii), batalion, rycyk, orzeł bielik, puchacz zwyczajny i gęś mała. Na obszarach pokrytych trzcinami żyją m.in. bąk zwyczajny, brzęczka (ptak), kropiatka i wodnik zwyczajny. Na prawie 50 wyspach cieśniny Väinameri gniazdują kolonie mew, stern, łabędzi niemych, gęgaw, uhli, edredonów, ostrygojadów i sieweczek obrożnych.
W 2013 roku zaobserwowano tu po raz pierwszy na terenie Estonii szakala.